# اجاني موروتسكسي
أجاني موروتسكسي (بالتركية: Ağani Murutsxi)‏ هي صحيفة شهرية تصدر باللغة اللازية . تم إطلاق الصحيفة في تركيا ، في 11 سبتمبر 2013،  من أجل إنقاذ لغة اللاز من الانقراض، وهي تغطي شهريًا أخبار الثقافة والرياضة والسياسية بالإضافة إلى المقالات والرسوم المتحركة حول مواضيع مثل الاستيعاب. اسمها هو تحية لأول صحيفة في العالم باللغة اللازية، "Mç'ita Murutsxi" (النجم الأحمر)، التي نشرت في أبخازيا ، جمهورية جورجيا الاشتراكية السوفياتية في عام 1929 من قبل إسكندر تشيتاشي . يبلغ متوسط توزيع صحيفة اجاني موروتسكسي 1000 صحيفة مطبوعة موزعة في منطقة لاز المأهولة بالسكان ( مقاطعتي ريزي وأرتفين) ومدن الجزء الغربي من تركيا، حيث يتركز سكان لاز، مثل: إسطنبول ، وإزمير ، وأنقرة ، وبورصة ، وسكاريا ، وكوجايلي ودوزجة . 
1. ↑  abkhazworld.com; Turkey’s Laz awakening. 2013 نسخة محفوظة 2022-05-18 على موقع واي باك مشين.
2. ↑  Yılmz، İsmail Güney. "Ağani Murutsxi, Laz Language Newspaper, Restarts Publishing". مؤرشف من الأصل في 2018-07-19.